# Diplurodes fuscovestita
Diplurodes fuscovestita är en fjärilsart som beskrevs av Inoue 1976. Diplurodes fuscovestita ingår i släktet Diplurodes och familjen mätare. Inga underarter finns listade i Catalogue of Life.